# 3296 Bosque Alegre
3296 Bosque Alegre este un asteroid din centura principală, descoperit pe 30 septembrie 1975, de Felix Aguilar Obs..